# Wahlkreis Pößneck
Der Wahlkreis Pößneck war ein Landtagswahlkreis zur Landtagswahl in Thüringen 1990, der ersten Landtagswahl nach der Wiedergründung des Landes Thüringen. Er hatte die Wahlkreisnummer 33.
Der Wahlkreis umfasste den kompletten damaligen Landkreis Pößneck mit folgenden Städten und Gemeinden: Bahren, Bodelwitz, Breitenhain, Bucha, Döbritz, Dreba, Dreitzsch, Friedebach, Geroda, Gertewitz, Gössitz, Gräfendorf, Grobengereuth, Herschdorf, Keila, Knau, Kospoda, Krölpa, Langenorla, Lausnitz b. Neustadt/Orla, Lausnitz b. Pößneck, Lemnitz, Lichtenau, Linda b. Neustadt/Orla, Miesitz, Mittelpöllnitz, Moxa, Neunhofen, Neustadt/Orla, Nimritz, Oberoppurg, Oppurg, Paska, Peuschen, Pillingsdorf, Pößneck, Quaschwitz, Ranis, Rockendorf, Rosendorf, Schmieritz, Schmorda, Seisla, Solkwitz, Stanau, Tömmelsdorf, Trannroda, Triptis, Weira, Wernburg und Wilhelmsdorf.

## Ergebnisse
Die Landtagswahl 1990 fand am 14. Oktober 1990 statt und hatte folgendes Ergebnis für den Wahlkreis Pößneck:
| Direktkandidat | Partei (Kürzel) | Erststimmen (%) | Zweitstimmen (%) |
| -------------- | --------------- | --------------- | ---------------- |
| Volker Emde    | CDU             | 51,6            | 51,6             |
|                | Chr. L          | -               | 00,2             |
|                | DFD             | -               | 00,6             |
|                | REP             | -               | 01,1             |
|                | DBU             | -               | 00,3             |
|                | DSU             | 06,4            | 03,9             |
|                | F.D.P.          | 08,5            | 08,6             |
|                | LL-PDS          | 09,4            | 07,5             |
|                | NPD             | -               | 00,2             |
|                | NFGRDJ          | 05,3            | 05,3             |
|                | SPD             | 17,6            | 20,1             |
|                | UFV             | 01,3            | 00,6             |

Es waren 39.637 Personen wahlberechtigt. Die Wahlbeteiligung lag bei 73,4 %. Als Direktkandidat wurde Volker Emde (CDU) gewählt. Er erreichte 51,6 % aller gültigen Stimmen.